# Roepera rogersii
Roepera rogersii är en pockenholtsväxtart som först beskrevs av Robert Harold Compton, och fick sitt nu gällande namn av Beier & Thulin. Roepera rogersii ingår i släktet Roepera och familjen pockenholtsväxter. Inga underarter finns listade i Catalogue of Life.